# فتية البرمكية
فِتْيَة (توفيت بعد 187هـ / 803م) هي جارية ومغنية، مملوكة للوزير الشهير جعفر بن يحيى البرمكي أثناء وزارة البرامكة في خلافة هارون الرشيد (حكم 170 – 193هـ / 786 – 809م)، ثم آلت فِتية إلى الخليفة الرشيد بعد نكبة البرامكة. عُرفت بقصة وفاتها المأساوية التي تُظهر ولاءها لسيدها البرمكي.

## سيرة
كانت فتية في بداية أمرها جارية اشتراها الوزير الشهير جعفر البرمكي بمبلغ ضخم بلغ مئة ألف دينار، وكان الأخير نديمًا مقربًا للخليفة هارون الرشيد في مجالس الشعر والطرب. برعت فتية في الغناء، حتى رغب الرشيد في الحصول عليها من جعفر، إلا أن الأخير رفض وأبى التخلي عنها لحبه لها أو لرغبته في الاحتفاظ بها لنفسه.
بعد نكبة البرامكة ومقتل جعفر البرمكي بأمر الرشيد لأسبابٍ عديدة سنة 187هـ / 803م، انتقلت فتية إلى ملكية الخليفة الرشيد. امتنعت فتية تمامًا عن الغناء منذ النكبة، وفاءً لسيدها المقتول جعفر. قاومت الجارية كل محاولات الرشيد لإجبارها على الغناء في حضرته، ورغم الإلحاح والضغط، أصرت على رفضها. استمر هذا الوضع حتى أمر الرشيد بضربها ضربًا مبرحًا لمدة ثلاثة أيام متواصلة أمام فتيات القصر الأخريات لإجبارها على الغناء أو كسر عنادها، إلا أن هذا التعذيب أدى في النهاية إلى وفاتها، لتلحق بسيدها جعفر البرمكي، في موقف فُسِّر على أنه دليلٌ قاطع على شدة ولائها له.

### فهرس المنشورات
1. 1 2 3  حسن (2013)، ص. 81.

### معلومات المنشورات كاملة
الكتب مرتبة حسب تاريخ النشر
- سولاف فيض الله حسن (2013). دور الجواري والقهرمانات في دار الخلافة العباسية (ط. 1). دمشق: صفحات للدراسات والنشر والتوزيع. ISBN:978-9933-495-13-8. OCLC:6914266520. OL:43175027M. QID:Q125689500.